# Lytta comans
Lytta comans là một loài bọ cánh cứng trong họ Meloidae. Loài này được Selander miêu tả khoa học năm 1960.